# Soternes

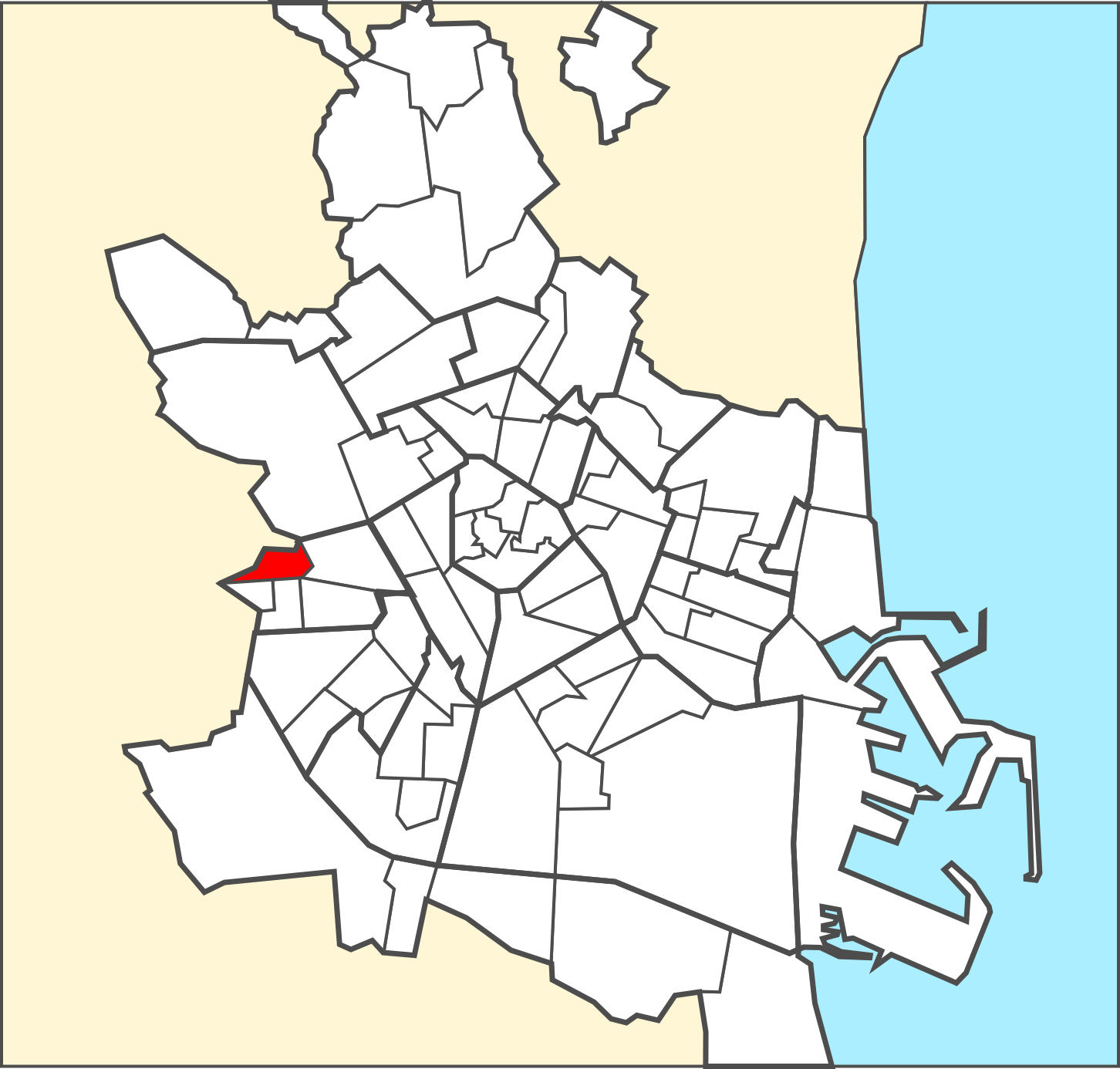
Localización del barrio dentro de Valencia.

Soternes es un barrio de la ciudad de Valencia (España), perteneciente al distrito de Olivereta. Está situado al oeste de la ciudad y limita al norte y oeste con Mislata, al este con Nou Moles y al sur con La Luz y La Fuensanta. Su población en 2022 era de 4.846 habitantes.

## Historia
El barrio se ha originado a partir de una antigua partida rural, que en el siglo XVII pertenecía a Cerdán de Tallada, por lo que el caserío fue conocido también como el lugar de Cerdanet. Con la historia de este caserío está íntimamente relacionada la ermita de San Miguel de Soternes, que actualmente pertenece al barrio de La Luz.